# Lech Janerka
Lech Andrzej Janerka (ur. 2 maja 1953 we Wrocławiu) – polski muzyk rockowy, kompozytor, basista i autor tekstów, mąż Bożeny Janerki. Członek Akademii Fonograficznej Związek Producentów Audio-Video (ZPAV).

## Kariera muzyczna
Pod koniec lat 70. wraz z żoną, Bożeną Janerką, występował na festiwalach piosenki studenckiej. W 1979 założył zespół Klaus Mitffoch, z którym nagrał album pt. Klaus Mitffoch), uznawany przez wielu krytyków za jedną z najistotniejszych w historii polskiej muzyki rockowej. Ekspresją album dorównywał ekspresji zespołów punk rockowych, ale charakteryzował się znacznie bardziej rozbudowaną warstwą melodyczną i harmoniczną. Teksty odnosiły się do rzeczywistości Polskiej Rzeczypospolitej Ludowej lat 80., wiele z nich stanowiła zawoalowana krytyka panującego reżimu, a także wezwanie do walki (np. „Powinność kurdupelka”, „Klus Mitroch”). Klaus Mitffoch zwyciężył w ankiecie „Magazynu Muzycznego” wśród dziennikarzy na album 30-lecia i wśród czytelników magazynu „Tylko Rock” na album lat 80.

### Kariera solowa

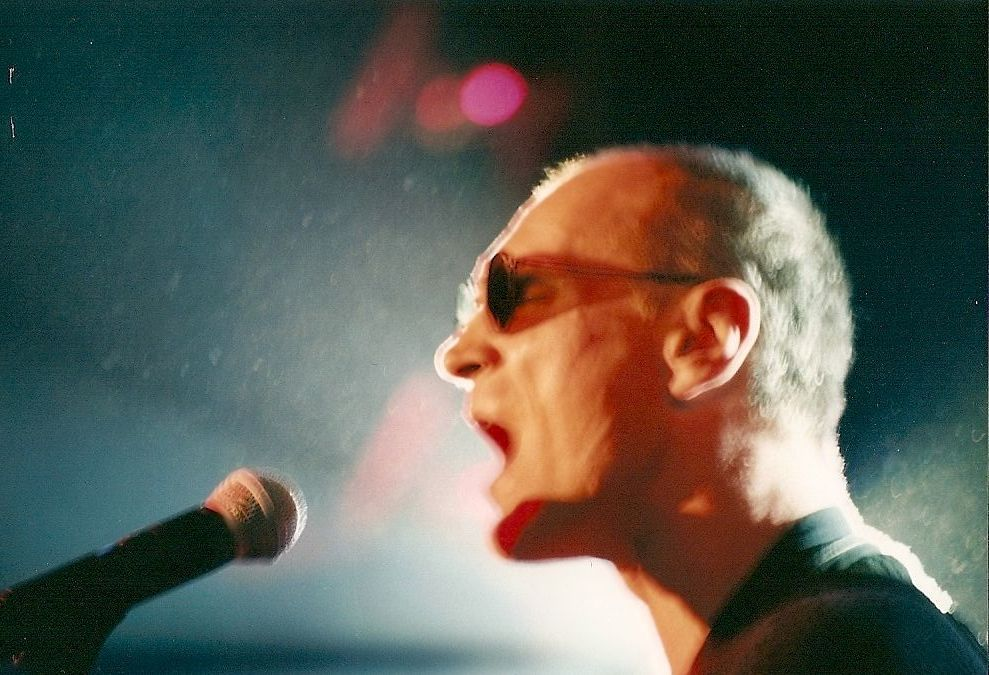
Janerka występujący w ramach Floty zjednoczonych sił

Po odejściu z zespołu 1986 wydał solowy album pt.Historia podwodna o znacznie spokojniejszym (muzycznie i tekstowo) charakterze. Płyta została dobrze przyjęta przez krytyków i słuchaczy. Innowacją było zastąpienie gitary przetwarzaną elektronicznie wiolonczelą, na której grała Bożena Janerka. Niemal wszystkie utwory zawarte na Historii podwodnej znalazły się na krajowych listach przebojów (np. „Konstytucje”, „Niewole”, „Ta zabawa nie jest dla dziewczynek”).
W następnych latach wydał kolejne albumy, które nie odniosły sukcesu komercyjnego, niemniej ugruntowały pozycję Janerki na polskim rynku muzycznym. Uchodzi za twórcę niezależnego i oryginalnego, który pozostaje na uboczu sceny rockowej. Często zmieniał charakter muzyczny swoich utworów (np. album Bruhaha pełen był ostrych gitarowych riffów Wojciecha Seweryna, a Ur ze swoimi poszukiwaniami nowego brzmienia był daleki od estetyki rocka).
W 1998 zaangażował się w kampanię społeczną „Muzyka Przeciwko Rasizmowi” prowadzoną przez Stowarzyszenie „Nigdy Więcej”, a utwór „Uraja” znalazł się na składance „Jedna Rasa - Ludzka Rasa. Muzyka Przeciwko Rasizmowi” (wyd. na CD i kasecie; w 2021 roku album ten ukazał się po raz pierwszy na płycie winylowej). 
W 2002 wydał album pt. Fiu fiu…, za który był nominowany do nagrody Fryderyków dla autora roku i za płytę alternatywną roku. Również w 2002 nagrał utwór „Nadzieja o Wrocławiu” stanowiący element kampanii na rzecz przyznania Wrocławiowi organizacji wystawy EXPO w 2010. W nagraniu piosenki wzięła udział elita polityczna i artystyczna Wrocławia, a także m.in. lokalny biskup i komendant policji. Przedsięwzięcie to odbiło się szerokim echem we Wrocławiu, ale wielu fanów twórczości Janerki odebrało je jako niezrozumiałe zerwanie z dotychczasową niezależnością. On sam, zapytany o powody nagrania piosenki, odparł, że może nagrywać to, co mu się żywnie podoba, bo jest już za stary, żeby się przed kimkolwiek krygować.

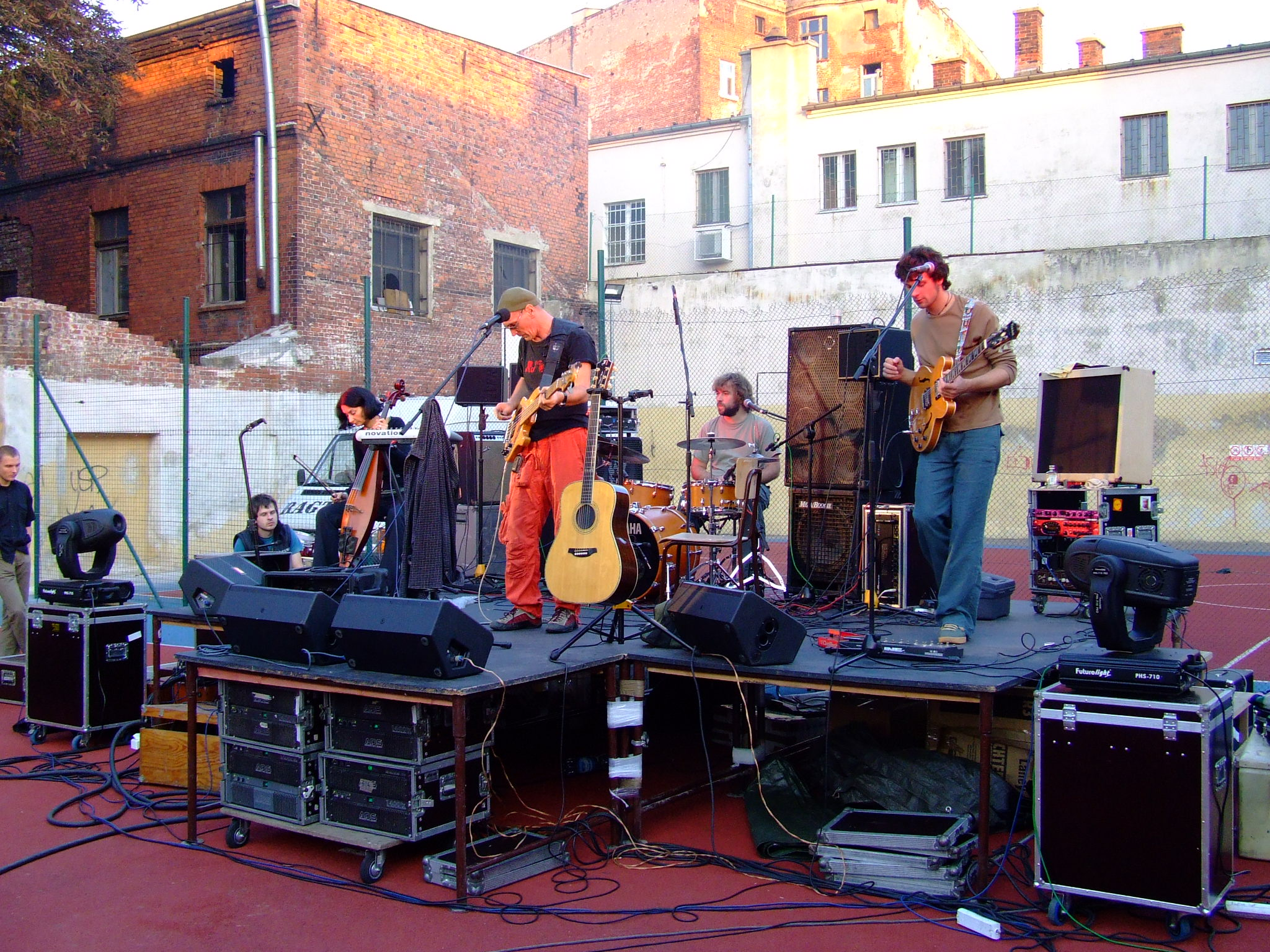
Janerka podczas koncertu z okazji 60-lecia III LO we Wrocławiu

W 2005 wydał album pt. Plagiaty, który został zdominowany gitarą akustyczną i zawiera kompozycje, które Janerka grał w czasach młodzieńczych, natomiast teksty zostały napisane współcześnie. Krążek spotkał się z uznaniem zarówno publiczności, jak i krytyków. W tym samym roku Janerka za Plagiaty otrzymał nagrodę Superjedynka za płytę alternatywną roku. Pochodzące z albumu utwory „Rower” i „Ramydada” dotarły do czołowych miejsc polskich list przebojów, a teledysk do „Roweru” zdobył grand prix na festiwalu polskich wideoklipów Yach Film. Janerka otrzymał Fryderyka dla kompozytora roku oraz za piosenkę roku („Rower”) i płyta alternatywna (Plagiaty). W tym okresie zawiesił karierę sceniczną wskutek wypadku, w którym doznał urazu kręgosłupa, jednak już w 2007, po ponad dwuletniej przerwie, wrócił do występów, odbywając trasę koncertową po Polsce.
W 2023 wydał album studyjny pt. Gipsowy odlew falsyfikatu, który promował singlami: „Zabawawa”, „Wanna na Wawelu” i „Dupa jak sofa”.

## Teksty
Teksty Lecha Janerki często opisują stan wojny osoby ze światem. Wynika to z postrzegania przez niego świata poza najbliższym otoczeniem jako wrogiego. Na płycie Klaus Mitffoch niemal wszystkie utwory (autorstwa Lecha lub Bożeny Janerków) są interpretowane jako pochwała lub próba uzyskania niezależności oraz krytyka zniewolenia. Jednocześnie Janerka podkreślał, że jego teksty można interpretować na różne sposoby.
W warstwie stylistycznej zauważalne są różne środki stylistyczne, np. aliteracje, a przede wszystkim zabawy słowne, np. tworzenie neologizmów (np. figurole), dające w efekcie groteskę, ironię i absurd. Według niektórych interpretacji służyło to zachowaniu wolności w zderzeniu z cenzurą. Z tego względu porównywane są do tekstów Mirona Białoszewskiego. Sam Janerka twierdzi, że jego teksty zwykle są proste, a więcej uwagi poświęca muzyce. Wiąże to z tym, że w muzyce rockowej aranżacja może dodać wartości prostym tekstom, nawet składającym się z jednej frazy. Lech Janerka jest także autorem tomiku bajek dla dzieci pt. Puszka-Cacuszko z ilustracjami Tomasza Brody.

## Dyskografia

### Albumy studyjne
| 1986                           | Historia podwodna - Data: 1986 - Wydawca: Tonpress                    | —  |
| 1989                           | Piosenki - Data: 1989 - Wydawca: Polskie Nagrania Muza                | 94 |
| 1991                           | Ur - Data: 1991 - Wydawca: Intermal                                   | —  |
| 1994                           | Bruhaha - Data: czerwiec 1994 - Wydawca: MJM Music                    | —  |
| 1997                           | Dobranoc - Data: 1997 - Wydawca: Koch International                   | —  |
| 2002                           | Fiu fiu… - Data: 7 lutego 2002 - Wydawca: BMG                         | 4  |
| 2005                           | Plagiaty - Data: 28 lutego 2005 - Wydawca: BMG                        | 2  |
| 2023                           | Gipsowy odlew falsyfikatu - Data: 17 listopada 2023 - Wydawca: Mystic | 5  |
| "—" pozycja nie była notowana. |                                                                       |    |

### Albumy koncertowe
| 1994                           | Bez prądu - Data: 10 maja 1994 - Wydawca: Polskie Radio Łódź, Image | — |
| "—" pozycja nie była notowana. |                                                                     |   |

### Albumy kompilacyjne
| 1993                           | Co lepsze kawałki - Data: 11 października 1993 - Wydawca: Sonic                                       | — |
| 2005                           | The Best – Strzeż się tych miejsc - Data: 4 lipca 2005 - Wydawca: MTJ                                 | — |
| 2007                           | Gwiazdy polskiej muzyki lat 80. - Data: 9 października 2007 - Wydawca: TMM Polska / Planeta Marketing | — |
| "—" pozycja nie była notowana. | |   |

### DVD
| 2010                           | Najmniejszy koncert świata - Data: 12 listopada 2010 - Wydawca: Agora | — |
| "—" pozycja nie była notowana. |                                                                       |   |

### Single
| 1986                           | „Ta zabawa nie jest dla dziewczynek” / „Jest jak w niebie” | 8/10 | Historia podwodna |
| 1994                           | „Lubią nas” / „Wywiad polityczny” / „Bultarga”             | —    | Bruhaha           |
| 2002                           | „Nadzieja o Wrocławiu”                                     | —    | —                 |
| "—" pozycja nie była notowana. |                                                            |      |                   |

### Inne notowane utwory
| 1986                           | „Lola (chce zmieniać świat)”                          | 9  | —  | Historia podwodna |
| 1987                           | „Niewole”                                             | 19 | —  | Historia podwodna |
| 1987                           | „Reformator”                                          | 20 | —  | Historia podwodna |
| 1987                           | „Historia podwodna” (oraz Małgorzata Ostrowska)       | 24 | —  | Historia podwodna |
| 1988                           | „Paragwaj”                                            | 23 | —  | Piosenki          |
| 1993                           | „W naturze mamy ciągły ruch”                          | 31 | —  | Co lepsze kawałki |
| 1997                           | „Wyobraź sobie”                                       | 23 | —  | Dobranoc          |
| 2002                           | „Wieje”                                               | 6  | 30 | Fiu fiu…          |
| 2002                           | „Wirnik”                                              | 29 | 30 | Fiu fiu…          |
| 2005                           | „Rower”                                               | 1  | 7  | Plagiaty          |
| 2005                           | „Ramydada”                                            | 1  | —  | Plagiaty          |
| 2005                           | „Paradoksy”                                           | 10 | —  | Plagiaty          |
| 2006                           | „Konstytucje 2006” (oraz Sidney Polak, Junior Stress) | 1  | 11 | Polski ogień      |
| 2006                           | „Słoń”                                                | 8  | —  | —                 |
| "—" pozycja nie była notowana. |                                                       |    |    |                   |

### Inne
| Rok  | Tytuł                                                                            | Uwagi                                                                                                  |
| ---- | -------------------------------------------------------------------------------- | --- |
| 1992 | Trzy dekady rocka live 2 (kompilacja różnych wykonawców)                         | - Lech Janerka – „Śmielej” - Lech Janerka – „Ewo, rewo i ja” - Lech Janerka – „Strzeż się tych miejsc” |
| 1997 | Voo Voo – Flota zjednoczonych sił                                                | - gościnnie śpiew w utworze: „F-I (Otwórz mi)”                                                         |
| 2001 | Tomasz Gwinciński & NonLinear Ensamble – Clever Nonsense and Other Outdoor Games | - gościnnie recytacja w utworze: „Radical Ziemiańska Culture”                                          |
| 2001 | Świetliki – Złe misie                                                            | - gościnnie śpiew w utworze: „Neuro”                                                                   |
| 2004 | Tymon & The Transistors – Wesele                                                 | - gościnnie śpiew i gitara w utworze: „Song o grzywce”                                                 |
| 2005 | Voo Voo – XX Cz.1                                                                | - gościnnie głos w utworach: „Kula hula” i „Leję po państwu”                                           |
| 2006 | Polski ogień (kompilacja różnych wykonawców)                                     | - Lech Janerka, Sidney Polak, Junior Stress – „Konstytucje 2006”                                       |
| 2009 | T-raperzy znad Wisły – Ekshumacja2                                               | - gościnnie głos w utworze: „STARtEST”                                                                 |
| 2009 | Gajcy! (kompilacja różnych wykonawców)                                           | - Lech Janerka – „Święty kucharz od Hipciego”                                                          |

## Filmografia
- Chce mi się wyć (muzyka, wykonanie muzyki, 1990, film fabularny, reżyseria: Jacek Skalski)[26]
- Obcy musi fruwać (muzyka, wykonanie muzyki, 1993, film fabularny, reżyseria: Wiesław Saniewski)[27]
- Czyż nie dobija się konia? (muzyka, wykonanie muzyki, 2000, film biograficzny/dokumentalny, reżyseria: Maciej Żurawski)[28]
- Głośniej od bomb (jako ksiądz Wojciech, 2001, film fabularny, reżyseria: Przemysław Wojcieszek)[29]
- Historia polskiego rocka (2008, film dokumentalny, reżyseria: Leszek Gnoiński, Wojciech Słota)[30]
- Beats of Freedom – Zew wolności (2009, film dokumentalny, reżyseria Leszek Gnoiński, Wojciech Słota)[31]

## Ordery i odznaczenia
- Krzyż Oficerski Orderu Odrodzenia Polski (2011)[32]
- Brązowy Medal Zasłużony Kulturze Gloria Artis (2005)[33]

## Nagrody
- tytuł Honorowego Ambasadora Jarocina (2004)
- Złoty Fryderyk w kategorii "Muzyka Rozrywkowa" za całokształt twórczości (2015)[34]
- Nagroda 100-lecia ZAiKS-u (2019)[35]